# Tolsti Vrh, Litija
Tolsti Vrh je naselje v Občini Litija. 
Ustanovljeno je bilo leta 1995 iz dela ozemlja naselja Mala sela. Leta 2015 je imelo 26 prebivalcev. Toponim se nanaša na lokalno topografijo, saj vas leži na vrhu debelega hriba s priostrenim vrhom. Toponim 'Tolsti vrh' (ali 'Tolsti Vrh') se kot zemljepisno ime pojavlja na več mestih v Sloveniji, pojavlja pa se tudi kot andronim (Tovšak).